# Christina Andersson
Christina Andersson, född Forsten 29 november 1936 i Åbo, är en finlandssvensk barnboksförfattare, illustratör och keramiker samt ledamot av Svenska barnboksakademien 1989–1994.

## Biografi
Christina Andersson studerade linjen för porslinsdekoration vid Konstindustriella läroverket (Ateneum) i Helsingfors 1956–1959.
Andersson debuterade med ungdomsboken Hej och hälsningar utgiven på Söderströms förlag 1957. Året därpå gavs novellsamlingen Getöga ut. Hennes genombrott kom några år senare med böckerna om Jakob Dunderskägg som ursprungligen skrevs som radioserie men som på grund av sin popularitet gavs ut som böcker och senare tv-serie. Vid sidan om sitt författarskap har Christina Andersson varit verksam som keramiker och illustratör. Hon har själv illustrerat en del av sina barnböcker. Hon har skrivit flera artiklar om barnkultur och gjort ett trettiotal animationsfilmer, flera av dem internationellt uppmärksammade, och pjäser för TV och radio. 
Det stora flertalet av hennes böcker innehåller diskret inskrivna moraliska frågeställningar och författaren räds inte att leka med språket och använda svåra ord, som sedan förklaras i berättelsen. Andersson har i en intervju, se vidare läsning, uppgett att bl.a. Tjechovs noveller betytt mycket.

## Pjäser
- Osramsson slår till. Barnteatern 1968.
- 13-14-15. Ungdomsrevy för Lilla Teatern 1970.
- Klump i magen. Skolteatern 1970.
- Tygtigern Lukas (radiopjäs, tecknad animationsserie för tv i 13 avsnitt). 1971. Översatt till finska.
- Alldeles vanliga Ville. Skolteatern 1972.
- Saftgurkmaskinen. Göteborgs stadsteater, finska radion, Oslo nya teater 1973.
- Kalvdansen. Skolteatern 1974.
- Jakob Dunderskägg. Åbo Svenska Teater 1975. Översatt till finska.
- Prinsessan som inte kunde tala. Skolteatern 1975.
- Teaterkarlsson & co. Skolteatern 1976.
- Bagaren i trädet. Svenska teatern 1976. Översatt till finska.
- Vem är det som pickar på min vägg? Skolteatern 1977.
- Översatt till finska och danska. Långnäsa. Skolteatern 1978.
- Trädpojken och Tuonelas svan. Skolteatern 1980.
- Prins Maskros 1980. Översatt till finska.
- Mannen som visste för litet (vuxenpjäs för radion i Finland och Sverige). 1981.
- Anden i flaskan (ungdomspjäs). Skolteatern 1982.
- Rökfällan. Skolteatern 1984.
- Rökrock (ungdomspjäs). Dragsfjärds ungdomsteater 1984.
- Burkpojken (dramatisering). Skolteatern 1985.
- Släpp ut mej jag vill in! Skolteatern 1986.
- Pic och Nic. Totemteatern 1990.
- Flickan i trädet. Teater Kristall 1997.
- Pojken Blå. Svenska teatern 1998.

## Priser och utmärkelser
- Prix Jeunesse 1972
- Svenska Litteratursällskapet i Finland 1975
- Statens litteraturpris 1979
- Längmanska kulturfonden 1980
- Statens barnkulturpris 1983

## Källhänvisningar
1. ↑  ”Intervju med Christina Andersson”. Utbildningsstyrelsen. Arkiverad från originalet den 26 mars 2013. https://web.archive.org/web/20130326220811/http://www11.edu.fi/mlm/kirjailijakortti.php?id=100. Läst 5 augusti 2014.
2. ↑  Andersson, Christina, Alex författarlexikon (2006). ”Arkiverade kopian”. Arkiverad från originalet den 14 juli 2014. https://web.archive.org/web/20140714160521/http://alex.se/Alex/. Läst 6 augusti 2014. Läst:5 augusti 2014